# Pablo Krögh
Pablo Willy Krogh Baraona (Santiago, 21 de febrero de 1963-Santiago, 2 de septiembre de 2013) fue un actor chileno de voz, cine, teatro y televisión, considerado como «el gran secundario del cine chileno». Tras 23 años de carrera, saltó a la fama en 2009 por sus trabajos en la película Dawson. Isla 10 y en la obra teatral El avión rojo.

## Carrera
Estudió comunicación audiovisual, fotografía y finalmente teatro con Fernando González, comenzando así una carrera de actor en 1986 interpretando diferentes obras de autores como Cervantes, Gabriel García Márquez, Federico García Lorca, Brecht y Bradbury, entre otros. Posteriormente se dedicó a trabajar en televisión, actuando y animando en diferentes canales. 
En 2002 creó la compañía de teatro El Lunar, con la que dirigió y actuó en diferentes obras.

## Enfermedad y fallecimiento
En 2012, se le diagnosticó cáncer de lengua, del que fue operado por primera vez el 28 de noviembre de 2012 y por el que siguió un complicado y caro tratamiento, pero finalmente falleció la madrugada del 2 de septiembre de 2013, un día antes de una fonda que se tenía planeado realizar en su beneficio en el Teatro Cariola.

## Filmografía

### Cine
| Cine | Cine                            | Cine                            | Cine                                                                 |
| Año  | Película                        | Rol                             | Otras notas                                                          |
| ---- | ------------------------------- | ------------------------------- | -------------------------------------------------------------------- |
| 1987 | Sussi                           |                                 |                                                                      |
| 1994 | Hasta en las mejores familias   |                                 |                                                                      |
| 2000 | Coronación                      | Carlos joven / Locutor de radio | voz                                                                  |
| 2004 | Machuca                         | Coronel Sotomayor               |                                                                      |
| 2006 | Rojo, la película               | Ernesto Fuentes                 |                                                                      |
| 2007 | El brindis                      | Carlos                          |                                                                      |
| 2008 | El cielo, la tierra y la lluvia | Toro                            |                                                                      |
| 2009 | Dawson. Isla 10                 | José Tohá                       | - Nominación — Altazor para el Mejor Actor de cine                   |
| 2010 | A un metro de ti                |                                 |                                                                      |
| 2011 | Baby Shower                     | Ricardo                         |                                                                      |
| 2011 | Gente mala del norte            | Ernest Handler                  | voz                                                                  |
| 2012 | Joven y alocada                 | Josué                           |                                                                      |
| 2012 | El circuito de Román            | Osvaldo Gatica                  | - Premio Pedro Sienna a la Mejor interpretación secundaria masculina |
| 2012 | La noche de enfrente            | Gural Piriña                    |                                                                      |
| 2012 | No                              | Director de campaña del No      |                                                                      |
| 2013 | Gloria                          | Pablo                           |                                                                      |
| 2013 | La virtud de la familia         | Alberto                         |                                                                      |
| 2013 | Patagonia de los sueños         | Lazlo Rabber                    | - Premio Pedro Sienna a la Mejor interpretación secundaria masculina |
| 2014 | Cirqo                           | Martínez                        | Estreno 8 de marzo de 2018                                           |

## Televisión

### Series y telenovelas
| Series y telenovelas | Series y telenovelas                           | Series y telenovelas                | Series y telenovelas |
| Año                  | Series y Unitarios                             | Rol                                 | Canal                |
| -------------------- | ---------------------------------------------- | ----------------------------------- | -------------------- |
| 1986                 | La Quintrala                                   | Soldado                             | TVN                  |
| 1988                 | Bellas y audaces                               | Gerardo                             | TVN                  |
| 1991                 | Villa Nápoli                                   |                                     | Canal 13             |
| 1997                 | Santiago City                                  | Miguel Riesco                       | Mega                 |
| 2006                 | Huaiquimán y Tolosa                            |                                     | Canal 13             |
| 2007                 | Héroes                                         | José Antonio Vidaurre               | Canal 13             |
| 2008                 | Gen Mishima                                    | Octavio Cox                         | TVN                  |
| 2008                 | Litoral                                        | Hombre de Negro                     | TVN                  |
| 2009                 | Monvoisin                                      | Raymond Monvoisin                   | UCV                  |
| 2010                 | Feroz                                          | Andrés Cruz                         | Canal 13             |
| 2010                 | Algo habrán hecho por la historia de Chile     | José Antonio de Rojas               | TVN                  |
| 2010                 | La familia de al lado                          | Padre biológico de Carola           | TVN                  |
| 2010                 | Cartas de mujer                                | Joaquín Ortúzar                     | Chilevisión          |
| 2011                 | 12 días que estremecieron a Chile              | Ernesto                             | Chilevisión          |
| 2011                 | La doña                                        | Cardenal Benigno Martínez de Oviedo | Chilevisión          |
| 2011                 | Prófugos                                       | El Chele                            | HBO                  |
| 2012                 | Vida por vida                                  | Julián Santa Cruz                   | Canal 13             |
| 2012                 | Solita camino                                  | Maestro Marín                       | Mega                 |
| 2013                 | Diario de mi residencia en Chile: María Graham |                                     | Chilevisión          |
| 2013                 | Bim Bam Bum                                    | Alonso Durán                        | TVN                  |

### Programas
| Programas de televisión | Programas de televisión         | Programas de televisión | Programas de televisión |
| Año                     | Programa                        | Canal                   |                         |
| ----------------------- | ------------------------------- | ----------------------- | ----------------------- |
| 1992-1993               | Niñerías (Sección" Noti Pinte") | RTU                     |                         |
| 1995                    | Supermarket                     | Canal 13                |                         |

## Teatro
- Edipo rey de Sófocles
- Rinconete y Cortadillo
- Crónica de una muerte anunciada
- La casa de Bernarda Alba
- Galileo Galilei
- Crónicas marcianas
- Un poco de todo
- La vida privada
- La casa vacía

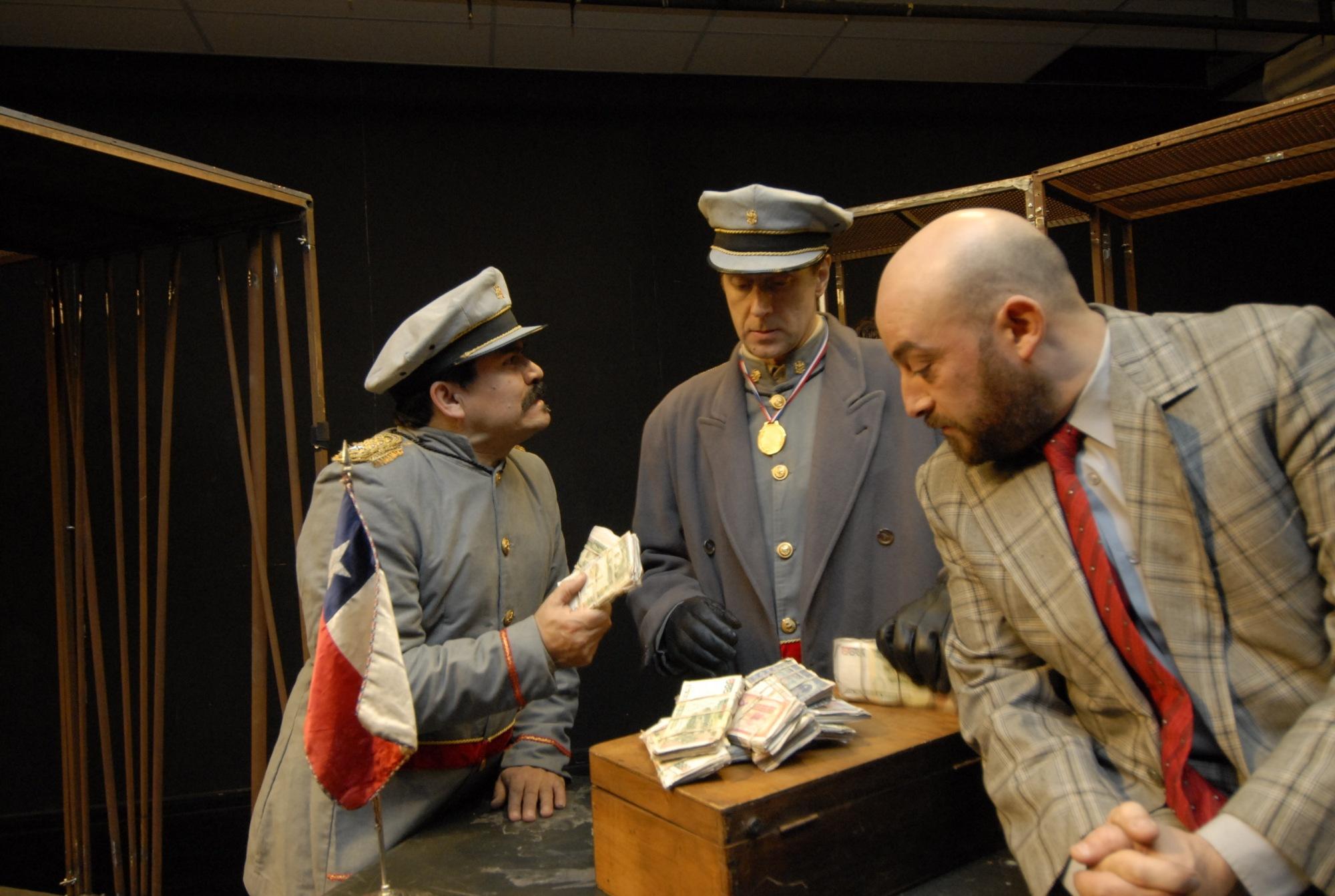
Pablo Krögh (centro) en la obra El avión rojo.

- Reflexiones sobre una vida absurda o Te necesito tanto, padre
- Oficio de tinieblas
- Falso remake
- Extinción
- Sobremesa
- Los principios de la fe
- Déjala sangrar
- El Quijote no existe
- Náufragos de la memoria
- Pájaros en la tormenta
- El avión rojo

## Premios y nominaciones
- Premio APES 2007: Mejor actor en teatro (El Quijote no existe)
- Premio Pedro Sienna 2013: Mejor Interpretación secundaria masculina (El circuito de Román)
- Premio Pedro Sienna 2014: Mejor Interpretación secundaria masculina (La Patagonia de los sueños)

Nominaciones
- Premio Altazor 2007: Mejor actor en teatro (El Quijote no existe)
- Premio Altazor 2010: Mejor actor en cine (Dawson. Isla 10)